# Crotalus catalinensis
Crotalus catalinensis là một loài rắn trong họ Rắn lục. Loài này được Cliff mô tả khoa học đầu tiên năm 1954.